# Đông Hòa (Bình Dương)
Đông Hòa is een phường in de Vietnamese stad Dĩ An in de provincie Bình Dương. De phường werd op 13 januari 2011 opgericht nadat de thị trấn Dĩ An werd verheven naar thị xã. Daarvoor was de phường een xã.